# Aeranthes caudata
Aeranthes caudata es una orquídea epífita originaria de Madagascar y de las Comoras.

## Distribución y hábitat
Se encuentra   en las islas Comoras y en la zona Central y Oriental de Madagascar en alturas de 700 a 1700 m s. n. m.

## Descripción
Es una planta mediana de tamaño que prefiere clima cálido a fresco, es epífita,  erecta, de 15 cm de largo, con tallo leñoso que tiene hojas liguladas, algo onduladas  que florece   en una inflorescencia de 100 cm de largo, con 3 a 8 flores y con una sucesiva y única flor abierta. La floración se produce en el verano y el otoño.

## Taxonomía
Aeranthes caudata fue descrita por Robert Allen Rolfe y publicado en Bulletin of Miscellaneous Information Kew 149. 1901.
Etimología
Aeranthes (abreviado Aerth.): nombre genérico que deriva del griego: "aer" = "aire" y "anthos" = "flor" que significa 'Flor en el aire', porque parece que flotara en el aire.
caudata: epíteto latino que significa "con cola".
Sinonimia
- Aeranthes imerinensis H.Perrier, Notul. Syst. (Paris) 7: 44, 1938[1][4][5]